# Особливі витівки пацієнтів
Особливі витівки пацієнтів (англ. Peculiar Patients' Pranks) — американська короткометражна кінокомедія режисера Хела Роача 1915 року.

## Сюжет
У гонитві за красивою дівчиною, Люк потрапляє в лікарню.

## У ролях
- Гарольд Ллойд — Одинокий Люк
- Снуб Поллард
- Бібі Данієлс
- Джин Марш
- Філліс Деніелс